# Cross City (Florida)
Cross City es un pueblo ubicado en el condado de Dixie en el estado estadounidense de Florida. En el Censo de 2010 tenía una población de 1.728 habitantes y una densidad poblacional de 355,26 personas por km².

## Geografía
Cross City se encuentra ubicado en las coordenadas 29°38′20″N 83°7′29″O / 29.63889, -83.12472. Según la Oficina del Censo de los Estados Unidos, Cross City tiene una superficie total de 4.86 km², de la cual 4.86 km² corresponden a tierra firme y (0%) 0 km² es agua.

## Demografía
Según el censo de 2010, había 1.728 personas residiendo en Cross City. La densidad de población era de 355,26 hab./km². De los 1.728 habitantes, Cross City estaba compuesto por el 69.62% blancos, el 27.49% eran afroamericanos, el 0.23% eran amerindios, el 0.41% eran asiáticos, el 0% eran isleños del Pacífico, el 0.23% eran de otras razas y el 2.03% pertenecían a dos o más razas. Del total de la población el 1.91% eran hispanos o latinos de cualquier raza.